# 検事・若浦葉子
『検事・若浦葉子』（けんじ・わかうらようこ）は日本テレビ系列で1991年4月13日～6月29日に土曜グランド劇場枠で放送されたテレビドラマ。『外科医有森冴子』に続く、女の職業シリーズ第2弾。
前クールに他局で弁護士役を演じていた賀来千香子が、間髪容れずに相反する立場の役を演じることが話題となった。

## キャスト
- 若浦葉子：賀来千香子
- 大山第二郎：いかりや長介

- 矢田みゆき：磯野貴理子
- 兵藤克彦：西村和彦
- 若浦志津江：吉行和子

- 高見雄作：渡瀬恒彦

## 主題歌
- ｢涙の虹を渡れば｣ヤン・スギョン

## スタッフ
- 脚本:今井詔二、高久進、石松愛弘、友澤晃一
- 企画:平林邦介
- プロデュース:水田伸生、本多勝也
- 演出:脇田時三、細野英延、山内宗信、西本淳一
- 制作協力:テレパック
- 制作著作:日本テレビ

## サブタイトル
| 話数 | 放送日         | サブタイトル                                                   | 脚本              | 演出     | ゲスト                                 |
| ---- | -------------- | -------------------------------------------------------------- | ----------------- | -------- | -------------------------------------- |
| 1    | 1991年 4月13日 | 心の扉を開ける鍵・時効不成立! 母子の歪んだ絆が生む幼児殺害事件 | 今井詔二          | 脇田時三 | 鶴見辰吾、岡田茉莉子、下條正巳         |
| 2    | 4月20日        | レイプ! 美しき人妻罠にはまる                                   | 今井詔二          | 脇田時三 | 増田恵子、高畑淳子、妹尾洸             |
| 3    | 4月27日        | 乳ガン再発!? 今、問われる六法全書の愛と正義                    | 今井詔二          | 脇田時三 | 長谷直美、尚舞                         |
| 4    | 5月4日         | 小さな折鶴が明かす公金横領に隠された哀しい女心                 | 今井詔二          | 西本淳一 | 洞口依子                               |
| 5    | 5月11日        | 襲われる検事･･･体罰は教育か暴力か?                             | 高久進            | 西本淳一 | 井上孝雄、山口祥行                     |
| 6    | 5月18日        | 偽証・アリバイが問いかける真実の友情                           | 今井詔二          | 脇田時三 | 金田賢一、河合美智子                   |
| 7    | 5月25日        | 供述・一枚の写真に秘める女二人の半生                           | 今井詔二 友澤晃一 | 細野英延 | 速水亮、佐々木すみ江、関弘子           |
| 8    | 6月1日         | 死者からの挑戦状・私は夫に殺された!                            | 今井詔二          | 細野英延 | 篠ひろ子、高林由紀子、西田健、根岸季衣 |
| 9    | 6月8日         | 証言逆転・殺された私の息子を返して!                            | 石松愛弘          | 西本淳一 | 赤座美代子、小沢仁志                   |
| 10   | 6月15日        | 目撃者・嘘をつかないで! 私は無実です                           | 今井詔二          | 山内宗信 | 織本順吉、杉浦幸                       |
| 11   | 6月22日        | 不同意堕胎・お腹の赤ちゃんが殺されていた                       | 今井詔二          | 西本淳一 | 津嘉山正種、横光克彦、金内喜久夫       |
| 12   | 6月29日        | 娘を捨てた21年間･･･再会がレイプ現場!?                          | 今井詔二          | 脇田時三 | 梅宮辰夫、信達谷圭                     |